# تشارلز فيليب جونسون
تشارلز فيليب جونسون (بالإنجليزية: Charles Phillip Johnson)‏ هو محامي وسياسي أمريكي، ولد في 18 يناير 1836 في لبنان في الولايات المتحدة، وتوفي في 21 مايو 1920. حزبياً، نشط في الحزب الجمهوري. وقد انتخب عضو مجلس نواب ولاية ميسوري.